# 仲介

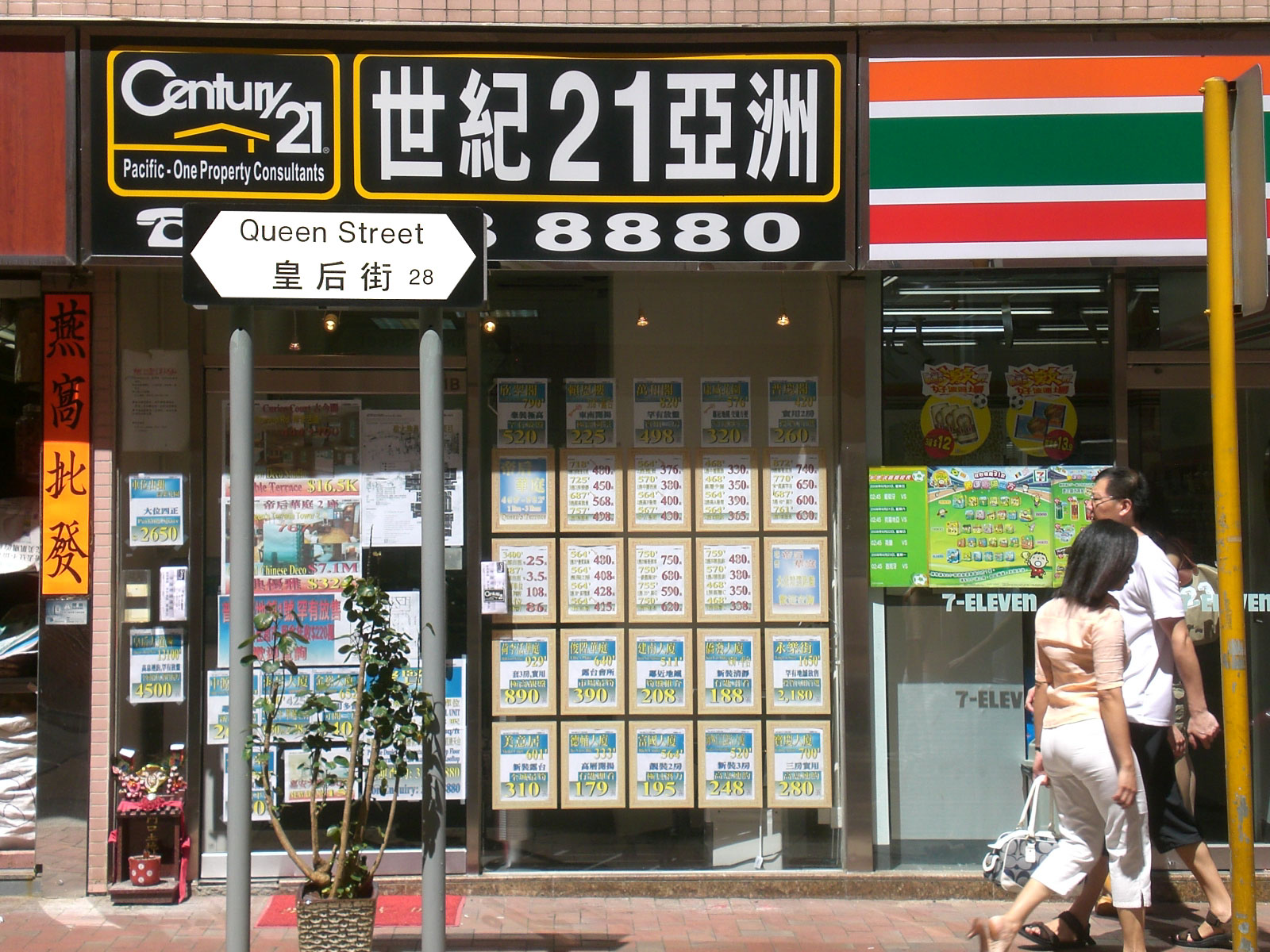
香港一家21世紀房屋仲介

仲介為代理行為的一種廣義型態，仲介者有時並不代表某一方行使任何權力，而只是純粹關鍵訊息的提供者，所以與代理有所不同。
仲介行為可以看作是利用資訊的不對等來創造自身價值的行為，例如甲希望能認識乙，但是並不知道如何才能打進乙的社交圈，此時仲介丙就利用對於乙的了解和認識來促成此事，並可能對甲索取有形或無形的利益作為酬勞。此為建立在丙知道關於乙的諸多特殊資訊；而這些資訊並不廣泛流傳，甲也無從取得，仲介丙的存在價值於焉產生。
仲介行為如果屬於非法領域，中文通常以俚語稱仲介者為「白手套」。

## 相關
- 婚姻仲介
- 房屋仲介
- 金融中介
- 裝修仲介
- 保險中介
- 留学中介
- 直銷
- 食價